# Городники (Гайнівський повіт)
Городники (Оґродники, пол. Ogrodniki) — село в Польщі, у гміні Нарва Гайнівського повіту Підляського воєводства. Населення — 80 осіб (2011).

## Історія
Вперше згадується 1676 року.
У 1975—1998 роках село належало до Білостоцького воєводства.

## Демографія
Демографічна структура станом на 31 березня 2011 року:
|          | Загалом | Допрацездатний вік | Працездатний вік | Постпрацездатний вік |
| -------- | ------- | ------------------ | ---------------- | -------------------- |
| Чоловіки | 41      | 5                  | 23               | 13                   |
| Жінки    | 39      | 4                  | 15               | 20                   |
| Разом    | 80      | 9                  | 38               | 33                   |